# Ле Трошаче (Перуђа)
Ле Трошаче је насеље у Италији у округу Перуђа, региону Умбрија.
Према процени из 2011. у насељу је живело 75 становника. Насеље се налази на надморској висини од 459 м.